# Marburger Bachchor
Der Marburger Bachchor e.V. ist ein überregionales Chorensemble, das projektbezogen a cappella und instrumental begleitete Chorwerke aus allen Epochen der Musikgeschichte erarbeitet.

## Geschichte
Der Marburger Bachchor wurde 1966 von Studenten der Marburger Philipps-Universität gegründet. Seinen musikalisch künstlerischen Standard erwarb er sich in über 30 Jahren musikalischer Arbeit unter Wolfram Wehnert, der den Chor von 1970 bis 2001 leitete. Dieses Niveau und Repertoire verschaffte ihm in den letzten 20 Jahren (Stand 2005) einen festen Platz zwischen den Profi- und Laienchören im deutschsprachigen Raum. Besondere Anerkennung erhält der Marburger Bachchor in seinen Bemühungen um die Wiederentdeckung und Interpretation des kirchenmusikalischen Werkes des Bach-Zeitgenossen Jan Dismas Zelenka.
Die Teilnahme an zahlreichen Festivals (z. B. im Oktober 1999: Tage deutscher Kultur in Moskau), das Einspielen von Tonträgern und die Mitwirkung bei Rundfunkaufnahmen bilden das äußere Profil des Chores. Dabei ist die historische Aufführungspraxis von Bedeutung.
Mitwirkung bei Musik-Festivals:
- Weilburger Schlossfestspiele
- Thüringer Bachwochen, Arnstadt u. Eisenach
- Internationale Sommerakademie J.S. Bach, Stuttgart
- Göttinger Händelfestspiele
- Dresdner Musikfestspiele
- Mainzer Tage der Musik
- Musikfest Sachsen-Anhalt, Magdeburg
- Telemann-Tage, Eisenach
- Dvorak-Festival, Příbram (Tschechien)
- Musikfestspiele Brünn (Tschechien)
- Prager Frühling (Tschechien)
- Barock-Festival Maribor (Slowenien)
- Ljubljana Festival (Slowenien)
- Festival Estival, Paris (Frankreich)
- Festival van Vlaanderen, Brügge (Belgien)
- Helsinki Festival (Finnland)
- J.S. Bach-Musiktage, Riga (Lettland)
- Klaipėdaer Frühling (Litauen)

## Diskographie
- J. D. Zelenka: Magnificat – Missa Nativitatis Domini – Dixit Dominus (CD Genuin GEN 11213) K. Plaschka, A. Bierwirth, Ch. Dietz, Markus Flaig, L’arpa festante, Marburger Bachchor, Nicolo Sokoli
- Die Klänge zieh'n... Europäische Chorlieder der Romantik (CD musicaphon M 56838) Gade, Grieg, Söderman, Lajovic, Schubert, Rachmaninov, Jurjans, Blockx, Stanford, Elgar u. v. a. Marburger Bachchor, Wolfram Wehnert
- Gesang im Grünen - Romanzen und Balladen der Romantik (CD musicaphon M 56804) Schumann, Brahms, Silcher, Rheinberger, Reger u. v. a. Marburger Bachchor, Wolfram Wehnert
- J. D. Zelenka: Missa Sanctissimae Trinitatis, a-Moll (CD Thorofon CTH 2265) M. Frimmer, E. Graf, M. Brutscher, A. Richter, Barockensemble Marburg, Marburger Bachchor, Wolfram Wehnert
- J. D. Zelenka: Missa Votiva, e-Moll (CD Thorofon CTH 2172) Ch. Hampe, E. Graf, J. Duske, J. Gebhard, Hessisches Bach-Collegium, Marburger Bachchor, Wolfram Wehnert
- Weltliche Chormusik der Romantik (CD musicaphon LC 0522) Brahms, Mendelssohn Bartholdy u. a. Marburger Bachchor, Wolfram Wehnert
- Romantische Chormusik (CD Thorofon CTH 2054) Robert Schumann und Gustav Jenner, Fritz Walther-Lindquist, Marburger Bachchor, Wolfram Wehnert
- Georg Philipp Telemann: Der Tod Jesu – Passionsoratorium (CD Da Camera DaCa 77 051) Ursula Ott-Weiler, Maria Kowollik, Wolfram Wende, Egon Dämmer, Marburger Bachchor, Hessisches Bach-Collegium, Wolfram Wehnert

LP-Einspielungen (vergriffen):
- J. D. Zelenka: Missa Dei Patris und Responsorien
- J. D. Zelenka: Psalmen und Magnificat
- F. Mendelssohn Bartholdy: Choralkantaten
- G. F. Händel: Israel in Ägypten
- Motetten der Bachfamilie